# Gao Gan
En aquest nom xinès, el cognom és Gao.
Gao Gan (mort el 206 EC) va ser un governador de la Província de Bing durant el període de la tardana Dinastia Han Oriental de la història xinesa. Va ser un nebot del senyor de la guerra Yuan Shao i un cosí de Gao Rou. Després de la dissolució de la coalició contra Dong Zhuo, els senyors de la guerra de tot arreu de la Xina van tornar-hi als seus respectius territoris. Només llavors, Gao i Xun Chen persuadiren al senyor de la guerra Han Fu de renunciar la Província de Ji a Yuan Shao.
Després de la desastrosa derrota de Yuan Shao a la batalla de Guandu, Gao va dirigir un exèrcit per salvar Yuan i el va ajudar a retornar a la Província de Ji. Abans que Yuan morís, ell no trià succeir-lo, així que el germà major de Yuan, Yuan Cheng, dividí el seu territori entre els seus fills i parents: la Província de Ji va ser donada a Yuan Shang; la Província de Qing a Yuan Tan; la Província de You a Yuan Xi; la Província de Bing a Gao.
En el 204, Gao es va rendir a Cao Cao juntament amb els seus homes. Després de la mort de Yuan Tan en el 205, Cao va anar cap al nord per derrotar a la resta de la família Yuan. En el 206, Gao es va revoltar contra Cao Cao al Pas de Hu i va batallar contra els generals de Cao Li Dian i Yue Jin, però va ser derrotat i va perdre la Província de Bing. Després de la seva derrota, Gao va fugir al sud cap a la Província de Jing, però va ser interceptat per les forces de Cao en el camí i fou mort.